# Ágústa Eva Erlendsdóttir
Ágústa Eva Erlendsdóttir, née le 28 juillet 1982 à Reykjavik en Islande, est une chanteuse islandaise. Elle a créé le personnage de Silvía Nótt pour l'émission télévisée islandaise « Sjáumst með Silvíu Nótt » (« The Silvia Night Show »).

## Biographie
En 2004, Agusta Eva Erlensdottir crée une téléréalité sur elle-même et demanda à RUV (la plus grande chaîne d'Islande) de la diffuser sous le nom de The Silvia Night Show. On la voit alors déguisée en un personnage fantasque : Silvía Night.
Grâce à sa téléréalité, elle réussit à gagner en 2006 la finale islandaise pour représenter l'Islande au Concours Eurovision de la chanson 2006 avec la chanson Congratulations. Elle y crée la polémique en insultant quelques pays et leurs habitants avant le concours. Une fois sur scène, elle est huée par le public avant de commencer à chanter.
En 2007, elle sort la chanson Thank you baby qui est première des ventes en Islande avec l'album Goldmine qui se classe en no 1.
En 2010, elle chante pour le nouvel an une parodie de la chanson New York d'Alicia Keys, Nýár, qui se classe no 1 en Islande pendant un mois.
En 2014, la chanteuse prête sa voix pour le dessin animé Disney La reine des neiges, notamment pour la chanson Let it go retranscrit þetta er nóg (C'en est assez en islandais).

## Discographie
- 2006 : Til hamingju island
- 2007 : Thank you baby
- 2007 : Goldmine
- 2007 : Material girl
- 2009 : The Climb
- 2010 : Gleđilegt Nýár
- 2014 : Þetta er nóg

## Filmographie
- 2006 : Jar City (Mýrin) de Baltasar Kormákur : Eva Lind
- 2017 : Les Fantômes du passé (Ég man þig) de Óskar Thór Axelsson : Líf
- 2021 : Zack Snyder's Justice League de Zack Snyder